# Омеляненко Роман Володимирович
Рома́н Володи́мирович Омеля́ненко — український військовослужбовець, старший солдат Національної гвардії України, учасник російсько-української війни, що відзначився у ході російського вторгнення в Україну. Герой України (2025).

## Життєпис
Під час російського вторгнення в Україну служить у складі батальйону «Свобода» 4-ї бригади оперативного призначення Національної гвардії України.
З 10 липня по 16 вересня 2024 року група воїнів батальйону «Свобода» під керівництвом Владислава Стоцького та 5 військовослужбовців із батальйону К-2 54-ї окремої механізованої бригади ЗСУ стримували російський наступ на м. Сіверськ Донецької області. Протягом 67 діб бійці вели бій в оточенні росіян, обороняючи опорний пункт «Пінчер» біля с. Спірного. 
Починаючи від 10 липня 2024, воїни НГУ та ЗСУ 67 діб перебували в оточенні під обстрілами, майже безперервно знаходилися на замаскованих позиціях у тісних бліндажах, виходили на поверхню тільки тоді, коли потрібно було відбити черговий штурм. Їжу та боєприпаси їм постачали з дронів, але це вдавалося не завжди, найбільше не вистачало води...  
16 вересня російський штурмовий загін атакував опорний пункт на двох танках, двох МТЛБ та БМП, з яких десантувався цілий штурмовий взвод. На опорному пункті на той момент залишалися Владислав Стоцький, Роман Омеляненко та Олександр Хомяк. Їм трьом вдалося відбити атаку та знищити весь штурмовий загін ворога. У ході бою Олександр Хом'як загинув. Роман Омеляненко дістав поранення, але продовжував битися.
За період оборони на даній позиції українські військовослужбовці ліквідували десятки противників та 6 одиниць бронетехніки. Після бою 16 вересня було ухвалене рішення про виведення бійців з позиції, семеро воїнів змогли вирватися з оточення. За виявлену мужність і героїзм Владиславу Стоцькому, Роману Омеляненку та Олександру Хомяку було присвоєно звання Героя України. 
12 травня 2025 року Президент України Володимир Зеленський вручив старшому солдату Роману Омеляненку орден «Золота Зірка».

## Нагороди
- Звання Герой України з врученням ордена «Золота Зірка» (26 лютого 2025) — за особисту мужність і героїзм, виявлені у захисті державного суверенітету та територіальної цілісності України, самовіддане служіння Українському народові[6].